# Рольф Гайслер
Ро́льф Ге́ргард Га́йслер (нім. Rolf Gerhard Heißler), уроджений Ро́льф Ге́ргард Ле́бервурст (нім. Rolf Gerhard Leberwurst; нар. 3 червня 1948, Байройт, Баварія, Американська зона окупації Німеччини — пом. 18 травня 2023, Оффенбах-на-Майні, Гессен, Федеративна Республіка Німеччина) — західнонімецький терорист, член ліворадикальної терористичної організації «Фракція Червоної армії» (RAF).

## Життєпис

### Ранні роки
Народився в сім'ї вчителя під ім'ям Рольф Гергард Лебервурст, у 1959 році родина змінила прізвище на Гайслер. Після закінчення у 1966 році гімназії у Гільдесгаймі записався на проходження дворічної військової служби в німецькій армії, з якої був достроково звільнений у квітні 1967 року за станом здоров'я.
Після звільнення почав навчання на філософському факультеті Мюнхенського університету. Згодом познайомився з Бріґітте Монгаупт, з якою був одружений протягом 1968—1970 років і став членом ліворадикальної терористичної організації «Тупамарос Мюнхена».

### Терористична діяльність
13 квітня 1971 року Гайслер взяв участь у пограбуванні двох банків у Мюнхені, виконуючи роль водія автомобіля для втечі, за що в лютому наступного року був засуджений Мюнхенським окружним судом до шести років ув'язнення. Під час викрадення членами «Руху 2 червня» німецького політика Петера Лоренца терористи включили Гайслера до списку осіб, на яких готові були б обміняти бранця. 2 березня 1975 року Гайслер вилетів до Адена в Ємені, звідки у жовтні наступного року непоміченим повернувся до Західної Німеччини і приєднався до «Фракції Червоної армії».
1 листопада 1978 року разом з Адельгейдою Шульц Гайслер застрелив двох голландських митників під час паспортного контролю у прикордонному місті Керкаде. Гайслер і Шульц з близької відстані зробили смертельні постріли в уже поранених офіцерів. Ще двоє співробітників митниці в результаті перестрілки дістали серйозні поранення. Пізніше німецький соціолог і письменник Міхаель Руцький повідомляв, що під час слідства було доведено, що Гайслер вбив одного з офіцерів, вистріливши йому в шию, коли той вже лежав важко поранений на землі біля службового автомобіля. 

### Арешт
Гайслера було заарештовано у Франкфурті-на-Майні 9 червня 1979 року після тривалої перестрілки, в результаті якої був серйозно поранений, зокрема пострілом у голову.
10 листопада 1982 року Гайслера було визнано винним в убивстві двох голландських поліцейських і засуджено до довічного ув'язнення. В період з 27 липня по 3 серпня 1994 року він оголошував голодування разом з іншими ув'язненими терористами RAF, серед яких Ірмгард Меллер, Мануела Гаппе, Єва Гауле, Зіглінда Гофманн, Ганна Краббе, Крістіна Кубі, Гельмут Поль, Гайді Шульц, Біргіт Гогефельд, Бріґітте Монгаупт, Крістіан Клар і Рольф Клеменс Вагнер з вимогою негайно звільнити Ірмгард Меллер, що перебувала в ув'язненні 22 роки.
25 жовтня 2001 роки Гайслер був умовно-достроково звільнений з в'язниці Франкенталь за рішенням Вищого регіонального суду Дюссельдорфа із зобов'язанням регулярно відзначатися у в'язниці.
У 2007 році речі Гайслера, пов'язані з його перебуванням у в'язниці, були представлені на виставці у Франкфурті-на-Майні. Під час заходу Гайслер заявляв, що не шкодує про скоєне і підтримує те, що він неодноразово називав «збройною боротьбою».
7 вересня 2007 року Петер-Юрген Боок звинуватив Гайслера та Штефана Вишневського в убивстві 18 жовтня 1977 року президента профспілки Ганса Мартіна Шлеєра після його викрадення восени 1977 року. 20 жовтня 2013 року Федеральна прокуратура Німеччини заявила, що припинила розслідування проти Гайслера у справі про убивство Шлеєра, оскільки не змогла довести факт його участі в цьому.
Останні роки проживав у Франкфурті-на-Майні і помер 18 травня 2023 року в лікарні в Оффенбасі-на-Майні.